# Shin Kim-dan

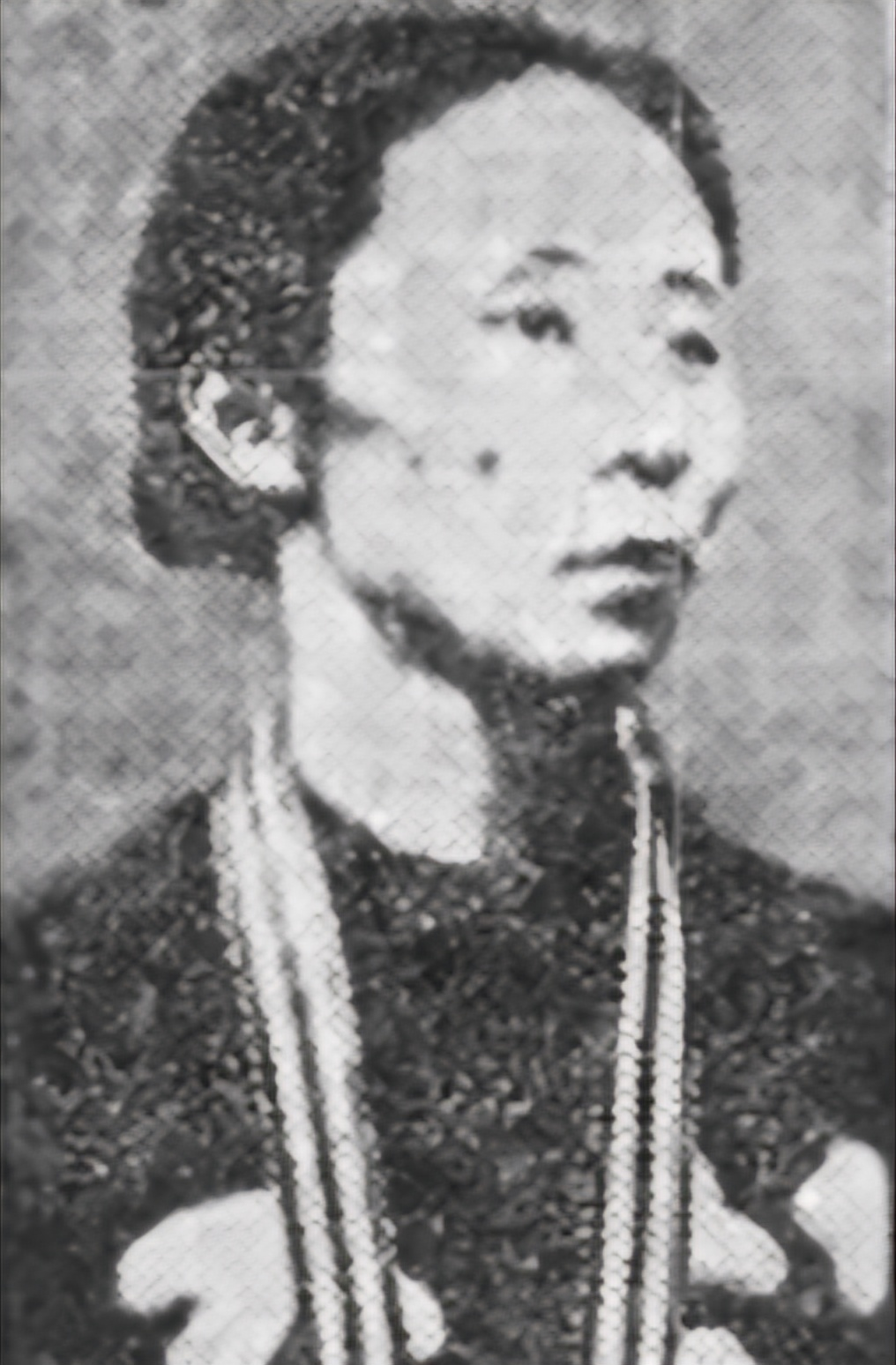
Shin Kim-dan

Shin Kim-dan, auch Sin Kim-dan oder Shin Geum-dan (* 3. Juli 1938), ist eine ehemalige nordkoreanische Leichtathletin, die in den frühen 1960er Jahren als Sprinterin und Mittelstreckenläuferin für Furore sorgte. Sie lief Zeiten, die damals unwahrscheinlich anmuteten:
- 400 Meter: 1962 lief sie diese Strecke als erste Frau der Erde unter 52 Sekunden. Bis dahin war Marija Itkina aus der Sowjetunion mit 53,4 s (1959) am schnellsten gewesen. Am 21. Oktober 1964 gelang ihr in Shanghai sogar eine Verbesserung auf 51,2 s.
- 800 Meter: Bereits 1961 erzielte sie mit 2:01,2 min eine Zeit, die mehr als drei Sekunden unter dem damaligen Weltrekord von Ljudmila Schewzowa lag. 1963 lief sie mit 1:59,1 min als erste Frau der Erde die 800-Meter-Strecke in weniger als 2 Minuten. Ein Jahr später drückte sie diesen Rekord auf 1:58,0 min und war damit schneller als 1971 Hildegard Falck.

Diese Fabelzeiten wurden jedoch offiziell nicht anerkannt, und zwar aus zwei Gründen:
- Nordkorea war nicht Mitglied der IAAF
- Shin Kim-dans Geschlechtsstatus war umstritten.

Bereits 1963 bei einem Start in Moskau hatten sich sowjetische Athletinnen geweigert, mit Shin Kim-dan in einer Gruppe zu laufen, da sie wie ein Mann aussehe. Kurz danach hieß es, ein Südkoreaner habe in ihr seinen im Krieg von ihm getrennten Sohn wiedererkannt.
Von der Teilnahme an den Olympischen Spielen 1964 in Tokio wurde Nordkorea ebenso wie Nordvietnam, Südafrika, Indonesien und die Volksrepublik China ausgeschlossen. 1966 wurden Geschlechtskontrollen bei internationalen Meisterschaften obligatorisch, was eine Erklärung für den Rückzug Shins vom aktiven Wettkampfsport sein könnte.
Somit datiert der erste offizielle 400-Meter-Lauf einer Frau in weniger als 52 Sekunden erst in das Jahr 1969, als die beiden Französinnen Nicole Duclos und Colette Besson das Finale bei den Europameisterschaften 1969 in Athen zeitgleich in 51,7 s beendeten. Über 800 Meter wurde die 2-Minuten-Schallmauer offiziell sogar erst 1971 durch Hildegard Falck (1:58,3 min) gebrochen.